# Kitty Kornitzer
Katharina Ottilie „Kitty“ Kornitzer (geb. 15. Jänner 1898 in Wien als Katharina Ottilie Ekstein; gest. nach dem 29. Mai 1941 in der Tötungsanstalt Hartheim) war eine österreichische Schriftstellerin.

## Leben
Kornitzer war die Tochter des Rechtsanwaltes Otto Ekstein und Marie Adolfine, geb. Kerpal (1876–1944). Am 17. November 1918 heiratete sie den Urologen Ernst Kornitzer (1889–1957).
Über ihr Leben ist wenig bekannt. Sie wurde am 23. Mai 1941 aus dem Pflegeheim Stejskal an die Anstalt Am Steinhof überstellt. Am 29. Mai 1941 wurde sie offiziell in das Generalgouvernement, tatsächlich jedoch in die  Tötungsanstalt Hartheim deportiert. Es ist anzunehmen, dass sie bald darauf ermordet wurde. Ein Krankenakt ist weder in Hartheim noch im Bundesarchiv in Berlin überliefert.
Kornitzers Mutter wurde in Theresienstadt ermordet. Ihr Ehemann konnte 1939 flüchten, erhielt 1945 die US-amerikanische Staatsbürgerschaft und starb 1957 in Bellinzona.

## Dr. Gerda Mertens. Die Geschichte eines jungen Mädchens.
Kornitzers erster und einziger Roman Dr. Gerda Mertens (1928) schildert die „seelischen Kämpfe eines jungen Mädchens“ auf dem Weg zur erwachsenen Frau. Nach einer Rezension werden ohne „Prüderie und Schönfärberei […] die Nöte der zum Weibtum Erwachsenden dargestellt“.
Die Neue Freie Presse lobte das „lebensbejahende[], optimistische[] Buch“ als „warmherziges Plaidoyer“ für die Position junger Frauen und attestierte dem Werk „kühl abwägende Reife“.
Die Wiener Zeitung urteilte kritischer: Es handle sich um „eigenartige Jungmädchenliteratur; entstanden aus Bedrängnis, angefüllt mit Bedrängnis“. Das Buch wird biographisch als Versuch eines jungen Menschen, „Leid und Stürme seiner Jugend geistig und künstlerisch zu bändigen“, gedeutet. Der Verfasserin wird „unleugbar ein gewisses Geschick“ zugebilligt, aber ihr „Griff [sei] noch höchst unsicher und schwankend“.
Ab 1935 fand sich der Roman in der Liste des schädlichen und unerwünschten Schrifttums der Nationalsozialisten.

## Werke
- Dr. Gerda Mertens. Die Geschichte eines jungen Mädchens. Hesse & Becker, Leipzig 1928.
- Es war einmal ein Maler. In: Der Tag / Der Wiener Tag, 27. September 1931, S. 11 (online bei ANNO).